# Masakr v Dejr Jásínu

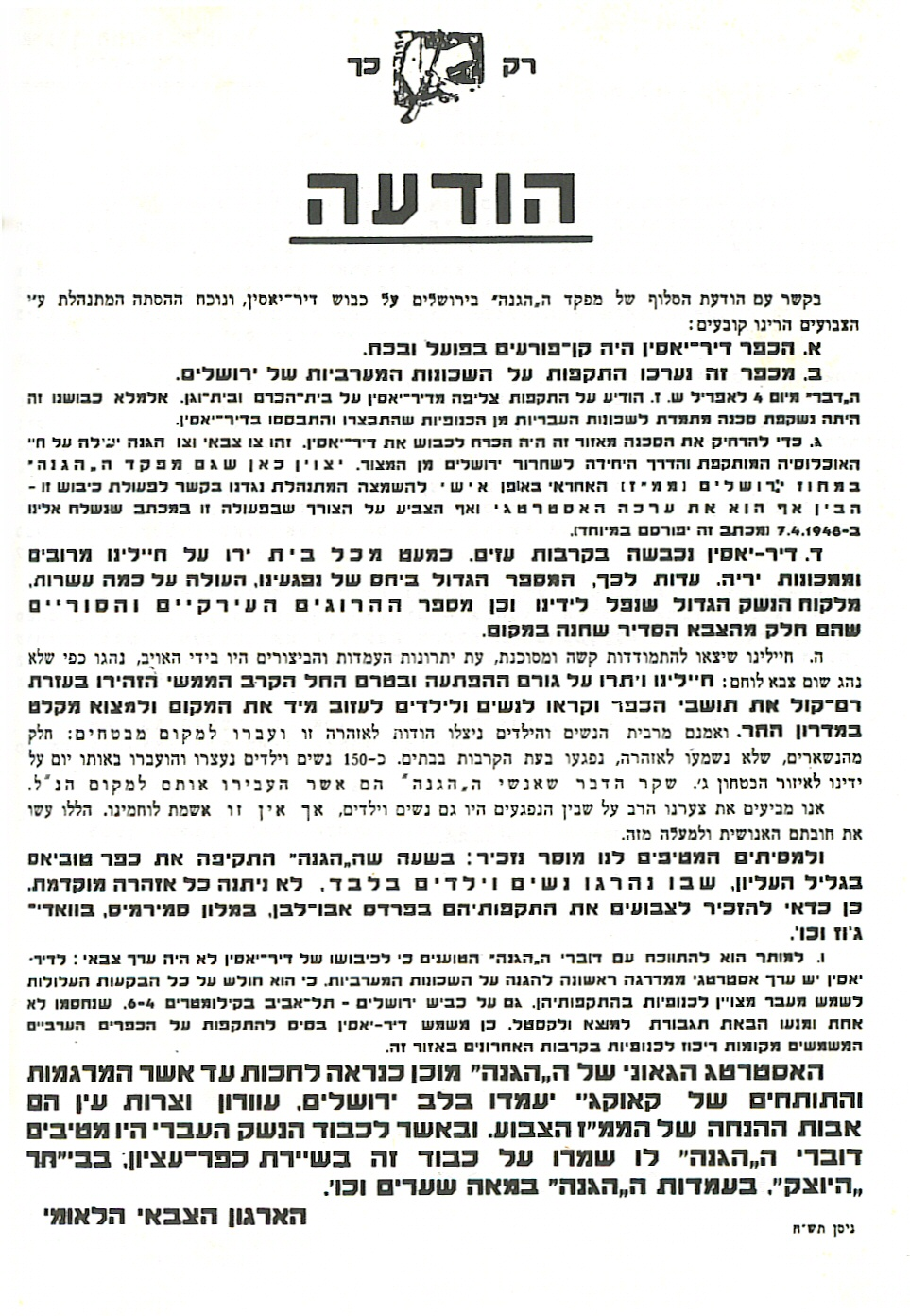
Veřejné prohlášení Irgunu k událostem v Dejr Jásínu

Jako masakr v Dejr Jásín se označuje operace oddílů Irgunu a Lechi z 9. dubna 1948, která měla za cíl obsadit arabskou vesnici Dejr Jásín západně od Jeruzaléma. Oddíly však narazily na tvrdý odpor a třetina z nich byla zraněna či zabita. Po osmi hodinách bojů zůstalo na místě 110 až 250 mrtvých Arabů (údaje se různí).

## Pozadí
Dne 29. listopadu 1947 byl ve Valném shromáždění OSN schválen plán na rozdělení Palestiny a záhy propukla na území mandátní Palestiny občanská válka mezi Židy a Araby, která probíhala v letech 1947 až 1948. Během ní došlo k obléhání Jeruzaléma, jehož židovské obyvatelstvo bylo postupně odříznuto od zásobování kvůli arabským útokům ve vesnicích v Judských horách. Z toho důvodu zahájila Hagana (hlavní židovská podzemní vojenská organizace) v dubnu 1948 operaci Nachšon, jejímž cílem bylo ovládnutí přístupového koridoru do Jeruzaléma obsazením strategických návrší a sousedních arabských vesnic. Jednou z nich měl být i Dejr Jásín, nacházející se západně od Jeruzaléma v blízkosti čtvrti Giv'at Ša'ul.

## Útok
Na vesnici ale nakonec 9. dubna zaútočily místo Hagany oddíly Irgunu a Lechi o síle 110–120 mužů. Ti napřed amplionem vyzvali její obyvatelé, aby místo opustili (podle některých zdrojů však k varování nedošlo). Setkali se ale s tuhým odporem a dostali se pod palbu odstřelovačů a místních obyvatel. Vzhledem k nedostatečnému výcviku a špatné výzbroji rostl rychle počet raněných a mrtvých na straně Irgunu a Lechi, a to i mezi veliteli, který nakonec dosáhl 40 osob (35 raněných a 5 mrtvých). Zbylí velitelé již neměli situaci plně pod kontrolou a jednotlivé skupinky jednaly samostatně. Jejich členové se nakonec rozhodli vyčistit oblast pomocí ručních granátů a výbušnin. Celá akce trvala osm hodin a na jejím konci bylo ve vesnici mezi 110 a 250 mrtvými Araby (arabské zdroje uvádí 110 obětí, židovské 200–250 obětí), mezi nimiž byli muži, ženy i děti.

## Reakce
Od této akce se okamžitě distancovala jak Hagana, tak většina hlavních židovských politických vůdců, včetně Židovské agentury.
Arabové se za tento masakr pomstili již 13. dubna, když zaútočili na obrněný konvoj automobilů s lékaři, sestrami a pacienty směřující do židovské nemocnice Hadasa v Jeruzalémě, při němž zaživa uhořelo 77 osob.
Události ve vesnici Dejr Jásín vyvolaly paniku mezi arabským obyvatelstvem a přispěly k exodu Arabů, jejichž strach a paniku ještě umocnili jejich představitelé, kteří v rozhlase tvrdili, že irgunisté během útoku znásilnili arabské ženy.